# Daniel Peretz
Daniel Peretz - em hebraico, דניאל פרץ (Tel Aviv, 10 de julho de 2000) é um futebolista israelense que atua como goleiro. Atualmente defende o Hamburgo, emprestado pelo Bayern de Munique, e a Seleção Israelense.

## Vida pessoal
Criado em uma família de ascendências sefardita e mizrahim, Peretz possui também origem asquenaz. Seus primos maternos são os também futebolistas Dan Glazer, Tamir Glazer e Amit Glazer, com quem atuou nas categorias de base do Maccabi Tel Aviv. Possui também passaporte alemão devido às origens de seus antepassados, o que torna apto a jogar em outras ligas europeias. É casado desde 2024 com a cantora e atriz Noa Kirel, com quem já se relacionava desde 2023.

## Carreira
Formado na base do Maccabi Tel Aviv, onde chegou aos 6 anos de idade, foi promovido ao time principal em 2019 antes de ser emprestado ao Beitar Tel Aviv Bat Yam para jogar a segunda divisão, chamando a atenção ao marcar 2 gols em 32 partidas.
Em agosto de 2020, Peretz fez sua estreia como jogador do Maccabi Tel Aviv na vitória por 2 a 0 sobre o Bnei Sakhnin, pela Toto Cup. Em setembro de 2021, renovou seu contrato por mais 2 anos, sendo ainda o titular na primeira edição da Liga Conferência da UEFA, ajudando a equipe a conquistar a classificação para a fase de grupos do torneio.
Em agosto de 2023, o goleiro foi anunciado como novo reforço do Bayern de Munique, assinando por 5 temporadas, com uma taxa de transferência inicial de mais de 5 milhões de euros, sendo o primeiro israelense e judeu a defender o time alemão, que possui fortes raízes judaicas. A estreia de Peretz pelos bávaros foi contra o Preußen Münster, pela Copa da Alemanha, que terminou com vitória do Bayern por 4 a 0, enquanto seu primeiro jogo na Bundesliga foi na vitória por 2 a 0 sobre o Wolfsburg, entrando como substituto de Manuel Neuer. Em outubro de 2024, jogou uma vez pelo time B do Bayern na vitória por 3 a 0 sobre o TSV Schwaben Augsburg, pela Regionalliga.
Em 21 de julho de 2025, o Hamburgo anunciou a contratação de Peretz por empréstimo de uma temporada.

## Carreira internacional
Pela Seleção Israelense, Peretz atuou pelas seleções de base entre 2016 e 2023 e chegou a ser considerado elegível para defender a Alemanha devido às suas origens e por ter a cidadania do país. Embora tivesse sido convocado pela equipe principal de Israel desde 2021 (não entrou nos jogos contra Escócia e Moldávia), sua estreia oficial pela seleção foi em novembro de 2022, em um amistoso contra o Chipre, que terminou vencendo o jogo por 3 a 2.

## Títulos
Bayern de Munique
- Bundesliga: 2024–25[24]

Maccabi Tel Aviv
- Copa do Estado de Israel: 2020–21
- Toto Cup: 2020–21
- Supercopa de Israel: 2020